# Prototypage
Le prototypage est la démarche qui consiste à réaliser un prototype. Ce prototype est un exemplaire incomplet et non définitif de ce que pourra être le produit ou l'objet final.

## Principes du prototypage
Il existe de nombreux niveaux de finition et de démarche pour réaliser différentes versions de maquettes et prototypes. Nielsen distingue, dans le développement d'un logiciel, deux méthodes de prototypage selon le niveau d’interactivité offert par le prototype :
- le prototype horizontal correspond uniquement à l’interface, c’est une maquette statique. Seuls l'agencement général et les éléments de l’interface sont présentés : boutons, menus, champs de saisie, etc. Il permet :
  - la confirmation des exigences de l'interface utilisateur et l'étendue du produit,
  - une version de démonstration pour obtenir des retours des commanditaires du produit par rapport à leurs besoins initiaux,
  - une première estimation du développement en termes de temps, de coût et de charge de travail ;
- le prototype vertical met en œuvre certaines des fonctionnalités afin que l’utilisateur puisse dérouler un scénario d’utilisation typique, une tâche complète et significative du produit. Il permet :
  - l'estimation du volume de données à prévoir,
  - le dimensionnement du système de données, les besoins d'interaction de l'interface, les dimensions du réseau et le niveau de performance,
  - des précisions sur la complexité des exigences par rapport aux fonctionnalités actuelles du produit (selon le cas).

Dans l'industrie, on retrouve les mêmes approches. Notamment, dans l'industrie automobile, on distingue :
- le concept car, qui est présenté à un large public, et qui sert à évaluer l'intérêt de certaines idées ou choix esthétiques ;
- le prototype, modèle confidentiel servant à évaluer les qualités techniques des innovations apportées.

## Informatique
Le prototypage logiciel consiste à concevoir des versions intermédiaires et donc incomplètes d'un logiciel ou d'un site web, conçues pour tester l'utilisation avant la phase proprement dite de programmation informatique. Dans le cadre d'une intervention ergonomique, la phase de prototypage permet de tester l'utilisation et l'utilisabilité d'un produit auprès d'utilisateurs (test utilisateur). Il se distingue de la maquette fil de fer (ou wireframe) en simulant le fonctionnement avec des données fictives ou réelles. Plusieurs types et niveaux de finition sont possibles, selon la démarche de conception d'un logiciel ou d'un site Web.

## Industrie
La réalisation d'un prototype est une des phases de la conception d'un produit. Il peut être fait un ou plusieurs exemplaires et permet des tests partiels, mais réalistes afin de valider les choix — de préférence avec le concours du donneur d'ordre et/ou des futurs utilisateurs — faits lors de la conception de l'ensemble.
Il peut éventuellement être suivi d'un « démonstrateur », modèle plus robuste destiné à simuler les contraintes susceptibles de « tuer l'idée ». Les démonstrateurs précèdent eux-mêmes la fabrication éventuelle des exemplaires dits de « présérie », qui simulent et valident l’intérêt économique de l'idée.
De nombreuses techniques de prototypage existent. Elles s'adaptent à la fois aux particularités technologiques du produit en cours de développement, et à la maturité des concepts évalués. S'il s'agit couramment de la fabrication d'une ébauche d'un objet destiné à la grande consommation, ce peut être aussi une usine validant procédé industriel, un logiciel, etc.
On peut être amené à multiplier les prototypes pour améliorer la démarche de conception. Les techniques de prototypage rapide permettent ainsi de concrétiser rapidement des idées, et ainsi de valider la pertinence de certains choix de manière plus efficiente.